# Fiat 3000
El Fiat 3000 fue el primer tanque ligero italiano producido en serie. Iba a ser el tanque estándar de las emergentes unidades blindadas italianas después de la Primera Guerra Mundial. El 3000 estaba basado en el Renault FT-17 francés.

## Historia y desarrollo
El ejército italiano recibió cuatro Renault FT-17, a principios de 1918, cuando apenas se recuperaba del desastre de Caporetto. El diseño causó tal impresión que como resultado directo, varias firmas fueron contratadas para fabricar elementos para la producción local de estos vehículos a fin de satisfacer las demandas del ejército italiano, a saber Ansaldo (blindaje), Breda (ametralladoras), Fiat (motores), Vickers-Terni (torreta) y Armstrong. El FT-17 se convirtió en el modelo FIAT 3000, el segundo modelo de diseño italiano, pero el primero en alcanzar la condición de operativo. Pero replicar el modelo francés no era suficiente, y FIAT quiso para poner en práctica mejoras en el diseño.
A pesar de que se solicitaron 1.400 unidades del nuevo tanque, cuyo suministro empezaría en mayo de 1919, el fin de la guerra motivó la cancelación del pedido, y luego se redujo a 100 unidades. En el proceso del inicio de la producción, -realizada por FIAT, y asistido por Ansaldo - al tanque se le realizaron una serie de mejoras y rediseños, y apareció algo que era superior al vehículo que se empezó a copiar. El casco era más corto y ancho, las cuatro parejas de ruedas gemelas de carretera estaban protegidas por una nueva falda lateral con cuatro tolvas para protegerlas del barro, los eslabones de las orugas eran más cortos, la suspensión fue ligeramente rediseñada, el blindaje fue aumentado y la nueva torreta octogonal era mucho más alta y contaba con un afuste doble de ametralladoras SIA Modelo 1918 calibre 6,5 mm. Se instaló un motor FIAT más potente de 4 cilindros enfriado por aire montado en una posición más baja y, el hecho de que era más ligero que el FT-17, dio lugar a, entre otras cosas, a una velocidad mejorada, -Era tres veces más rápido que el FT-17-, pasando de los 6 km/h del Renault a los 18 km/h, por lo que se puede decir que durante la década de 1920 el FIAT 3000 fue uno de los mejores tanques del mundo.[cita requerida]
Todas estas mejoras conllevaron muchos retrasos, lo que llevó a que el primer prototipo no estuviera disponible hasta 1920. Los primeros blindados fueron entregados en 1921 siendo oficialmente denominados Carro d’Assalto L5/21, aunque no fue hasta 1923 cuando realmente entraron en servicio. Las pruebas del Modelo 21 revelaron que su armamento, consistente en las dos ametralladoras SIA Modelo 1918 de 6,5 mm, era inadecuado y se ordenó la adopción de un cañón de 37 mm como armamento principal.
La versión mejorada del 3000, armada con un cañón 37/40, fue probada en 1929 y fue oficialmente adoptada en 1930 con la designación carro d'assalto Fiat 3000, Mod. 30 (tanque de asalto Fiat 3000 Modelo 30, en italiano). El modelo 30, además de su armamento mejorado, también se distinguía del Modelo 21 en que tenía un motor más potente, suspensión mejorada, diferente silueta del compartimiento del motor y cambio de ubicación de los depósitos externos. Algunos Modelo 30 también fueron producidos con dos ametralladoras de 6,5 mm como armamento principal, al igual que el Modelo 21, en lugar del cañón de 37 mm. Una cantidad limitada de unidades del Modelo 21 fueron exportadas a argentina, Albania, Dinamarca (dos unidades Fiat 3000 Tipo II, armadas con dos cañones automáticos Madsen 20 mm), Letonia (6 en 1926), Hungría y Abisinia (Etiopía) antes de 1930.
La designación de estos tanques se cambió antes del inicio de la Segunda Guerra Mundial, según el sistema de identificación que fue adoptado por los italianos durante la guerra. El Modelo 21 fue redenominado como Carro d'Assalto L5/21 y el Modelo 30 como L5/30.
El Fiat 3000 Modelo 21 fue empleado por primera vez en combate en febrero de 1926 durante la llamada Pacificación de Libia, además de ser empleado en 1935 contra los etíopes en la Segunda guerra ítalo-etíope. Los italianos no emplearon ninguno de estos tanques en España durante la Guerra Civil Española. Una vez que Italia entró a la Segunda Guerra Mundial en junio de 1940, un número limitado de tanques Fiat 3000 que todavía estaban en servicio con el Regio Esercito fueron empleados en el Frente greco-albanés. También estuvieron entre los últimos tanques italianos en ofrecer resistencia a los Aliados en julio de 1943, cuando éstos desembarcaron en Sicilia, dos compañías de tanques en la isla aún estaban equipadas con el 3000. Una compañía enterró sus tanques y los empleó como casamatas, mientras que la otra tomó parte en la Batalla de Gela y pocos sobrevivieron al avance Aliado.

## Bliblografía
- Cappellano. Filippo; Battistelli, Pier P. Italian light tanks 1919-1945. Osprey Publishing, 2012 ISBN 978-1849087773
- Catalogo dei materiali del gruppo C (Servizi di artiglieria, genio, automobilismo e chimico), XLI Volume – XXXII Categoria – VII Fascicolo, Carro Armato mod.1930, Istituto Poligrafico dello Stato, 1939
- Ceva, Lucio; Curami, Andrea. La meccanizzazione dell'esercito dalle origini al 1943, Tomo II. Ufficio Storico Stato Maggiore dell’Esercito. 1994
- Pignato, Nicola; Cappellano, Filippo. Gli autoveicoli da combattimento dell'Esercito Italiano, Volume primo (dalle origini fino al 1939). Stato Maggiore dell'Esercito, Ufficio Storico, 2002 ISBN 88-87940-28-2
- Pignato, Nicola. I mezzi blindo-corazzati italiani 1923-1943. Storia Militare, Albertelli 2005 ISBN 978-8887372465